# 시간 지각
시간 지각(時間 知覺, time perception)은 시간을 감각 기관과 뇌의 작용 등을 통해서 심리적으로 지각하는 것이다. 시간지각은 일반적인 지각과 달리 전문적인 감각 기관보다는 정보의 종합에 의해 일어난다고 본다. 시간 지각 또한 지각의 일반적인 특성을 따라서 자극강도가 어느 정도 이상 되어야 하는데, 이것을 변별역이라고 하고 시간 지각에서는 특별히 시간역이라고 부른다. 시간지각은 여러 감각 정보의 종합에 따라 이뤄지므로 감각에 따라 시간역이 달라지지만 평균적으로 1000분의 30초 내외이며 시간역 이하에서는 모든 감각을 동시적으로 지각한다. 옛날부터 시간은 추상적 개념으로서 물리학에서 구체적인 측정 대상으로 자리잡기까지 많은 철학자들에 의해서 논해져 왔다. 현재는 시간이 측정가능한 객관적 시간과 심리적으로 느끼는 주관적 시간의 구분이 생겨 주관적 시간에 대해 심리생물학적 연구도 많이 진행되고 있다. 시간 지각의 또 다른 특징은 주관성이 강하다는 것인데, 여러 실험 결과를 살펴보면 약물에 의한 효과, 연령에 따른 차이, 또 성격에 따른 차이도 보인다.

## 시간 지각의 생물학적 기반

### 개일주기[1]
가장 기본적이고 넓은 의미의 시간 지각은 인간만이 아니라 동물, 식물, 대부분의 생물체 모두에게 일어나는 일반적인 현상이다. 흔히 생체 시계라고도 불리는 대략 하루 정도의 리듬 주기의 조절을 맡는 것은 뇌의 일부, 또는 호르몬인 것으로 생각된다.
지구상의 생물체는 지구의 자전에 따른 24시간의 정확한 주기보다 약간 짧거나 긴 개일주기(circadian rhythm, 라틴어 circa-(약)+dies(하루))를 갖는다.
쥐의 경우 일일주기의 발생점은 시각교차점(chiasm) 바로 위에 있는 시교차 상핵(suprachiasmatic nucleus;SCN)이다. SCN이 파괴되면 쥐는 특정한 주기 없이 아무 때나 잠을 잔다는 실험결과가 이를 뒷받침한다. SCN의 빛 정보는 간상체와 추상체로 가는 시지각 정보와 연결되어 있지 않고 멜라놉신(melanopsin)이라는 광화학물질을 포함한 신경절세포가 빛 정보를 받아들인다.
궁극적으로는 시교차상핵에서 생성되는 Fos 단백질이 신경활동주기를 개시하는 것이다. 마치 SCN 뉴런을 '똑딱거리게' 하는 것처럼 보이는 단백질 관련 기제는 여러 피드백 고리들의 연결에 의해 조절 된다. SCN에 의해 전사되는 다른 유전자로 per과 tim 유전자는 밤에 활성하게 전사되고 이로부터 Per과 Tim 단백질의 이량체를 만들게 한다선행수면국면증후군(advanced sleep phase syndrome) 에 걸린 사람은 보통 사람보다 수면주기 및 체온 주기가 4시간 앞당겨져 있는데, 이들의 2번 염색체의 per2 유전자에서 돌연변이가 발견되었다. 또 일반 사람에 비해 그 주기가 4시간씩 늦춰진 지연수면국면증후군(delayed sleep phase syndrome)을 가진 사람들은 1번 염색체의 per3 유전자에 돌연변이를 갖고 있었다.
빛 등의 환경 조건이 없는 곳에서도 여전히 동물들은 종특성적 자연주기를 갖는데 이를 자유흐름(free-running)이라고 하고, 환경에 맞추어 개일주기가 재설정되는 것은 동조화(entrainment)라고 한다햇빛은 생체네 시교차상핵이나 단백질들과 비교해 자연시계(zeitgeber)라고 말한다.

### 계절주기[3]
동물들은 개일주기 뿐만 아니라 지구의 자전과 공전에 의한 계절 변화에 적응할 수 있는 행동주기도 갖고 있다. 대부분은 낮의 길이인 광주기(photoperiod)에 의해서 계절의 변화를 감지하는데 동물마다 광주기에 영향을 받는 정도가 달라서 사슴과 같이 광주기에 직접 영향을 받는 경우 광주기적(photoperiodic) 종이라 하고 곰과 같이 동면하는 동물들 등 독립적인 내부 리듬을 갖는 종들은 활동년주기(circannual rhythm)을 갖는 종이라고 한다.
햄스터의 SCN은 개일주기 외에 생물학적 달력의 역할도 맡아서 SCN이 파괴되면 햄스터의 번식기 조절이 사라지고 수컷 햄스터의 테스토스테론이 계속 분부된다. SCN의 입력신호는 SCN의 뉴런을 따라 시상하부에 있는 실방핵(paraventricular nucleus of hypothalamus;PVN)의 뉴런으로 전달되고, 다시 실방핵의 뉴런들이 교감 신경계의 절전뉴런들과 시냅스를 형성한다. 절전뉴런의 뒤에 있는 절후뉴런이 송과선을 통해 멜라토닌을 분비한다. 겨울에 들어서면 밤 동안에 분비되는 멜라토닌의 양이 아주 많아진다.
맹인의 경우 자연시계로서 빛이 작용하지 못하기 때문에 일일주기의 동기화가 어려워서 자기 전 먹는 멜라토닌은 잠을 잘 잘 수 있게 도와주기도 한다.

## 시간 지각 이론의 발전

### 철학의 시간 이론

#### 아리스토텔레스의 시간 이론
아리스토텔레스는 대부분의 사람이 믿고 있던 것처럼 ‘지금’이 시간의 부분이 될 수 없고 오히려 시간 연장을 이중적으로 제한하는 경계라고 보았다. 즉, 지금은 그때그때마다 다른 모습이지만 과거와 미래의 시간을 결합하므로 동일성을 가진다. 아리스토텔레스는 이렇게 나뉠 수 있는 시간은 공간 안에서 운동의 척도로서 양으로 셈해지는 것이라고 했다. 시간의 전과 후의 본질은 운동에 의해서 규정될 수 있는데 동시에 반대로 시간이란 한정된 수의 운동을 나타낸다고도 할 수 있다. 과거와 미래의 의미인 ‘전과 후’라는 것이 애초에 공간과 관련된 개념인 것을 볼 때, 공간과 같은 연속적인 크기는 특정한 운동으로 측정이 가능하고, 또 특정한 운동의 ‘양’은 시간의 ‘양’을 인식할 수 있게 해주는 것이다. 이렇게 아리스토텔레스에게서 이후 뉴턴으로 이어진 어떤 운동이나 변화의 기준이 될 수 있는, 측정 가능한 물리적 시간의 개념이 등장한다.
아리스토텔레스에게서 최종적인 시간규정은 천체의 운동, 즉 근원적이고 움직일 수 없는 거대한 하늘의 공간운동을 통해서 측정된다. 그렇지만 동시에 아리스토텔레스는 시간이 측정하는 주체가 되는 영혼과 독립적으로도 존재하는 것이라고 말했다. 시간의 전과 후는 본질적으로 운동 체의 전과 후의 운동에 포함된 것이기 때문이기에 측정하는 주체가 없어도 여전히 존재하는 것이지만 만일 사람이 운동에 수반하는 변화를 전과 후에 따라 지각하고 한정할 때 공간 연장으로부터 시간 연장을 이끌어낼 수 있다고 했다.

#### 어거스틴의 시간 이론[4]
어거스틴은 의식 속에 시간이 내재화되어 있다고 믿었다. 다시 말해 시간을 완전히 주관적인, 추상적 산물로 본 것이다. 그는 성경의 <창세기>를 분석함으로써 시간에 관한 분석을 시작한다. 전지전능한 신에게는 시간도 끝도 없는 영원과 하늘과 땅에 사는 인간과 생물의 시간을 대비하면서 시간의 존재는 세상이 갖는 형상 및 변화에서 비롯된다고 했다. 신의 창조는 무를 유로 전환하는 것이었는데, 무형질료를 존재로 전환함으로써 단절이 일어나고 시간은 불연속성을 갖게 된다. 신도 아니고 무형질료도 아니어서 중간인 천지는 무형질료로부터 형상이 생겨난 단계이기 때문에 가시적이며, 따라서 변화가 존재하기 때문에 시간이 존재할 수 있는 곳이다. 즉, 시간은 바로 인간이 살고 있는 천지에서 존재하는 것이다. 결국 시간 존재의 근거는 무인데, 이는 신과 달리 땅으로부터 만들어진 것이기 때문에 무규정성을 갖기 때문이다.
또한 어거스틴은, 현재는 무(無)에서부터오고 미래도 무에서부터 온다고 설명하고 있는데, 과거는 지나갔기 때문에 없고 미래는 아직 오지 않았기 때문에 없기 때문이다. 즉 연장이 없이 양쪽의 무에 의해 단절되어 있다. 그러나 그 말은 과거와 미래가 원천적으로 존재하지 않는다는 것이 아니라, 그 존재의 근거가 의식 속에 있다는 말이다. 현재는 무가 존재로 형상화되는 순간이기 때문에 신의 광명이 현전하는 임시 현전이라 할 수 있으며, 과거는 기억, 현재는 직관, 미래는 기대를 통해 각각 지각되기 때문에 현재의 존재가 가장 명확히 지각될 수 있다는 점에서, 시간의 중심은 현재에 있다고 말할 수 있다. 과거는 기억 속의 흔적에서 찾을 수 있으며, 미래는 현재에 존재하는 원인과 징후를 통해 파악하여 예언할 수 있는데, 이는 다시 말해 무적인 과거와 미래가 의식을 매개로 존재로 전환된다는 뜻이다.
따라서 어거스틴은 시간의 측정도 의식 속에서 일어나야 한다고 주장한다. 의식을 양으로 환산할 수 없기 때문에 질화하는 과정을 거쳐야 하는데, 그 중 한 방법으로 과거, 현재, 미래의 세 방향으로 의식을 분산시키는 마음의 분산을 들고 있다. 시간의 측정은 또한 지각에서만 가능한데, 시간 속에 흘러가는 어떠한 사건의 사실을 객관적으로 측정하는 것이 아니라, 우리 의식 속에 남겨 있는 지각의 잔상들을 바탕으로 측정하는 것이기 때문이다. 다시 말하자면 지나가는 현재에 직관, 회상, 기대의 형식으로 새겨놓은 인상의 깊이가 질적으로 측정되는 것이다.

#### 흄의 시간 이론
흄은 시간의 관념이 모든 종류의 지각이 계기하는 데서 유래한다고 설명한다. 흄의 관념에 대한 이론에 따라서 물체가 갖는 성질의 최소 부분들이 더 이상 쪼갤 수 없는 관념으로서 재현된다면 추상관념인 시간 또한 여러 부분으로 나눌 수 있다. 그러나 시간관념에서 나뉜 부분들은 그 자체로는 무(無)이기 때문에 생각할 수 있는 관념이 되기 위해서는 실재적인 것, 존재하는 것의 도움이 필요하다. 두 번째로 로크의 주장에 따라 우리의 지각의 한계를 넘어서는 외부 대상의 영향력은 사유에 또한 변화를 가져 오지 않는다. 그러므로 대상의 계기가 아무리 실재해도 우리가 그 계기를 지각할 수 없을 때에는 시간을 짐작할 수 없다. 그러므로 흄은 시간은 결코 그 자체로 생각될 수 없고 물질, 즉 실재하는 것의 계기(변화)가 있을 때에만 관념으로서 우리에게 주어진다고 주장한다. 시간은 그 어떤 실체라기보다는 대상들의 존재방식, 또는 그 질서에 대한 관념인 것이다.

#### 헤겔의 시간 이론[5]
시간에 대한 헤겔의 논증에서는 역사에 대한 해석이 독보적인데, 그는 “시간의 변증법”을 통해 역사가 ‘정신이 시간 속으로 떨어지는 것’이라고 논증했다. 헤겔의 견해 중 중요한 두 가지는 첫째로 공간과 시간이 하나의 체계적 사유로부터 발전했다고 보는 것과 자연의 시간이 발전한 형태가 인간이 지각하고 인지하는 개념적인 시간이자 이것을 절대적 현재로서의 영원으로 간주한다는 것이다.
헤겔에게 공간이란 구별이나 차별이 없는 3차원일 뿐인, 곧 무차별성이며, 추상적이고 연속적이다. 공간에는 점들로 채워져 있는데, 그 점들은 서로의 입장에서 다른 점들과 구별될 수 있으나 다 같이 보면 질적으로 차이가 나지 않는다. 즉 분별과 무차별성이 공존하게 된다. 만약 한 점이 다른 점들을 구별한다면 이는 무차별적인 공간을 부정하는 것이므로 공간의 부정이며, 그 점성은 동시에 완전한 연속성이기 때문에, 사물에 의해 점유된 공간은 그 연속성을 또 부정하는 것이므로 부정의 부정을 이루게 된다. 따라서 부정의 부정을 통하여 공간이 파악된다고 볼 수 있는 것이다. 이때 공간 속의 점 하나가 시간에서의 지금과 상통한다. 시간은 그래서 공간과 같이 추상적이고 연속적이다. 대신 공간은 공허한 객관에 속했다면, 시간은 추상적인 주관에 속한다. 지금은 아직 없었다가 있음으로, 그리고 있으면서 이미 없음으로 이행하는 발생과 소멸의 과정을 지니기 때문에 생성이라고 볼 수 있으며, 따라서 직관되는 것이다. 헤겔은 이렇게 지금을 중심으로 시간의 본질을 탐구하여 직관된 생성이 바로 시간의 본질임을 논증했다.
또 헤겔은 과거, 현재, 미래의 시간 차원 즉 시간 양상은 오직 주관적인 표상인 기억, 두려움, 희망에만 존재한다고 말한다. 자연 속에서의 시간, 즉 실존하는 시간은 지금 밖에 없으며, 시간 양상으로서의 과거과 미래는 의식 속에만 있다. 따라서 지금 밖에 존재하지 않는 자연에서는 시간 양상에 의한 구분이 없이 지금의 연속이며, 이를 수평화된 시간의 흐름으로 명명하였다. 헤겔은 지금의 개념을 발전시켜 영원에 대해 논한다. 그러나 자연시간인 지금과 개념시간인 영원은 엄격히 다르다고 보는데, 개념 시간은 바로 존재인 현재 자체, 즉 절대적 현재를 의미하기 때문이다. 어떻게 자연 시간이, 서로 정의가 통하지 않는 개념 시간으로 지양시킬 수 있는지에 대해 헤겔은, 시간은 직관으로서 바로 의식 속에 나타나기 때문에 정신 또한 시간 속에서 나타날 수밖에 없다고 해명한다. 다시 말해, 시간은 개념 자체이고 공허한 직관으로 의식에 나타날 뿐인데 정신이 자기 자신을 완성하면서 시간을 초극하는 단계에 도달하면 자연 시간을 개념 시간으로 지양시키는 것이다. 그리고 이 두 종류의 시간, 자연시간과 개념시간은 정신의 자기 전개 과정인 역사 속에서 나타난다. 그런 의미에서 현재는 이념이 실현된 현재이다.

#### 베르그송의 시간 이론
베르그송은 물질과 기억에서 기억이 시간과 갖는 관계를 모델로 표현한다. 먼저 기억은 이미지로 논해지는데, 기억에는 순수한 기억과 암기된 기억이 있다. 이미지로 떠오른 기억은 상상을 통해 현실화, 현재화된 것이고 현재 상황에 따라 선택적으로 사용되는 것일 뿐 진짜 기억은 이중적 작업을 통해 의식으로 떠올라 있는 한편 여전히 과거에 위치해 있다. 따라서 순수한 기억은 이미지화되기 전의 순수한 잠재성의 형태로 존재한다. 따라서 잠재적인 이미지일 뿐이다. 이때 잠재성은 현실성과 마찬가지로 충분하게 존재하는 것으로서 현재는 언제나 과거와 공존하는 것이다. 즉, 과거와 현재는 수학적 연속체의 무한소의 영역과 같이 아주 순간적인 과정을 통해 그 자리를 대신한다.
순수한 기억은 오로지 시간성으로서의 현재에 위치하는 순수한 지각과 대비되어 시간성으로서의 과거에 잠재적으로 존재하며 구체적인 삶에서는 거의 모두 혼합되어 존재한다. 이것과 마찬가지로 실제적 유용성을 갖는 습관적 기억과 단순히 보존되는 기억 또한 혼합적으로 존재한다. 베르그송의 원뿔 그림을 보면 더욱 잘 이해할 수 있다. 원뿔 전체는 개인의 기억의 총체성이고 밑면 AB는 진정한 의미에서의 기억, 즉 잠재성으로 존재하는 기억이다. 그렇지만 이 원뿔의 꼭짓점 S는 여러 이미지들로 구성된 세계인 평면 P에 지각을 통해서 항상 맞닿아 있다. 시간이 흐름에 따라 평면 P를 향해 S가 끊임없이 나아가고 기억들은 AB로 누적되어 간다. 그리고 꼭짓점 S와 AB가 상호작용함으로써 순수한 기억과 현재로 끌어들여지는 습관적 기억이 서로 보완하는 것이다.

#### 후설의 시간 이론
후설의 시간에 대한 연구는 <내재적 시간의식의 현상학 강의>에서 자세하게 보인다. 여기서의 현상학이란 의식의 현상학을 말한다. 의식이 최저 단계로까지 환원되어 절대적 흐름을 이루게 될 때, 그 안에서 객관 시간이나 모든 내재적 대상까지 구성된다고 한다면 그것이 곧 시간성이라고 말한다.
후설의 시간 이론에서는 자아론적 환원의 개념이 독특하다. 즉, 자아의 기능인 반성의 가능성, 지향성, 그리고 현상학적 시간성은 사실 서로 깊이 연관되어 있어서 반성의 시간이 흐르는 방향이 곧 지향성이라고 볼 수 있다. 자아 중에서도 현상학의 궁극적 최후 단계에 해당하는 순수 자아는 반성과 지향성의 성격을 지닌 절대적 의식이고 유동적인 체험으로서 그것이 만들어 내는 의식이 내재적 시간의식을 갖게 한다. 자아에는 반성하는 자아와 반성되는 자아로 구별되면서 자기분열을 통해 반성, 즉 과거의 자아와 현재의 자아를 연결시키는 기능을 갖는다. 자아를 시간적으로 드러나게 하는 반성이야 말로 곧 시간성인 것이다.
후설은 후기 시간 이론에서 자아를 더 깊이 있게 분석하며 절대적 자아로서 주제화한다. 절대적 자아를 이루기 위해서는 형상적 환원을 통해 체험의 본질을 얻고, 초월론적 환원을 통해서 절대의식류의 시간성이 나타나야하지만 이때 제 2차 자각적 변형이 불가피하다. 제 2의 에포케, 에포케의 자각적 변형, 또는 철저한 반성이라고 부른 이 2차 변형은 자아가 초월론적 작용 자체로 환원하는 것이다. 이 자아가 바로 절대적으로 오직 하나의 최종적으로 기능하는 자아로 모든 의식적인 활동의 원천이다. 이렇게 더 이상 환원될 수 없는 최후의 반성이 철저한 반성이고 의식의 판단을 중지하는 것을 수행하는 자아의 기능으로서 있는 반성이다. 살아있는 현재란 철저한 반성을 통해 발견되는 절대적 자아의 존재 방식으로 반성되는 자아까지 에포케 하고 남아있는 반성하는 자아의 존재 양상이다. 결국 시간화는 존재를 “현재”의 양상에서 만나도록 현전화하고 초원론적 자아의 자기 현전화 장소가 곧 살아있는 현재이다. 이와 반대로 반성의 대상인 반성되는 자아의 존재양상은 과거에 있으므로 살아있는 현재에서는 판단이 중지되어야 한다. 미래로 연속되는 시간 위상 또한 판단을 중지하고 나면 항상 현재로만 있는 자아인 순수한 기능 자아밖에 남지 않는다. 그러므로 “선-반성적”이고 익명적이며 비시간적이고 초시간적으로 정지해 있다. 그러므로 살아있는 현재는 모든 시간화의 원천점이고 반성이 거기에서부터 시작한다. 그러므로 살아있는 현재의 기능자아는 모든 구성의 근원장소로 시간이 거기에서부터 발생한다고 분석한다.

### 심리학의 시간 지각 이론

#### 흔적모델과 추론모델
흔적모델(the strength model)
시간에 걸쳐 지속될 수 있는 기억의 흔적이 의식 속에 남아 있다면, 우리는 그 흔적의 힘이 얼마나 세고 약한지에 따라 그 기억의 오래된 정도를 판단할 수 있다는 것이 흔적 모델의 정의이다. 기억의 오래된 정도를 파악함과 동시에 기억 속의 그 사건이 얼마나 오래되었는지도 판단 가능하다. 그 사건이 오래된 것일수록 기억도 오래된 것이며, 그 흔적은 약해지기 때문이다. 그러나, 이 모델은 최근에 일어나는 일에 대한 기억 중에서 일부는 그보다 더 오래된 일에 대한 기억보다 더 빠르게 사라질 때가 있다는 점에서 문제점이 발생한다. 특히, 그 오래된 일이 매우 인상 깊게 남아서 흔적의 힘이 강력해지고 두드러지는 것일 때에 그 문제가 발생하는데, 평소에 굉장히 드물게 뵈고 감정도 별로 좋지 않은 친척을 어렸을 적 방문했을 때가 그 예라 할 수 있다.
추론모델(the inference model)
어떤 사건의 시간은, 단순히 그 일에 대한 기억의 일부 단면으로부터는 알 수 없으나, 대신 일어난 날짜와 시간을 잘 모르는 사건과 반면에 구체적인 날짜와 시간이 알려진 다른 사건들 사이의 관계에 대한 정보로부터 알 수 있다는 것이 추론 모델이 설명하는 것이다. 이 모델은 오래전에 일어난 사건들을 다룰 때 더 각광받을 수 있는 모델이지만, 최근의 사건들을 다룰 땐 다소 알맞지 않은 모델이다. 또한 이 모델은 사람이 아닌 동물들에게는 나타나기 어려운, 더 복잡한 인지 작업에 관한 것이기 때문에 한계가 있기도 하다.

## 지각되는 시간의 종류

### 기간(Duration)
현재는 지속성이 없으며, 과거는 이미 끝나버린 상태이기 때문에 존재한다고 말할 수 없기 때문에 또한 지속성이 없다. 따라서 일이 진행되고 있을 때 그 기간을 측정할 수 없는 셈이 된다. 어떻게 기간이 지각의 대상이 되는가에 대해 어거스틴은, 어떠한 사건의 기간이나 시간의 간격은 바로 기억 속에 있다고 대답한다. 그에 따르면 과거와 미래는 오직 의식 속에 있으며, 사건의 시작과 끝을 기억함으로써 기간이라는 개념을 형성하여 그 사건의 기간을 인지할 수 있다. 대신 그 기간의 측정은 온전히 의식 속에서만 이루어진다고만은 할 수 없는데, 간격을 측정하는 것 자체는 의식과는 별개로 이루어지는 과정이며 다만 의식과 관련된, 심리학적인 방법을 사용하여 측정을 하는 것이기 때문이다.
윌리엄 프리드만은 시간 기억이라는 새로운 개념을 제시하는데, 이는 어떤 특정한 사건이 언제 일어났는지에 대한 기억을 의미한다. 한 사건이 멈추고 나면, 우리는 그 사건이 언제 시작했는지에 대한 정보로부터 그 사건의 기간을 추론해낼 수 있는 것이다. 특히 자연적으로 우리가 느낄 수 있는(가령, 어떤 순간의 파열음을 듣고 짧았다고 느끼는 것 같은) 정보는, 그 사건이 얼마나 먼 과거로부터 일어났는지를 고려하는 시제화된 정보를 통해 얻어질 수 있다. 이 시제화된 정보를 얻을 수 있는 방법으로 프리드만은 흔적모델과 추론모델이라는 시간 기억의 두 가지 모델을 제시한다.

### 시간 순서(Temporal Order)
시간 순서라는 것은 어떤 사건들 간의 시간 안에서의 위치를 말하는데, 경험의 내용과 함께 지속적으로 바뀌는 특징을 보인다. 데인튼(Dainton)은 선행의 경우를 감각한 것이 단기기억으로 저장되면서 선행의 인지가 일어난다고 말했다. 하지만 색깔 지각과 같은 일반 지각과 달리 시간 지각에는 정확한 시간적·공간적 기준이 없다.
그러나 허그 멜러(H.Mellor)는 이에 반대하며 시간 순서를 지각하는 것이 관계항을 인지하는 것과 관련되어 있기는 하지만 단순히 관계를 인지하는 것뿐이라면 x가 y보다 일찍 일어났는지 혹은 y가 x보다 일찍 일어난 것인지 구분하지 못할 것이라는 반론을 제기했다. 구체적인 예로서 시계의 시침과 초침을 드는데, 시간이 두 위치 사이의 시간적인 관계는 알 수 있어도 그 위치로 옮기면서 일어나는 움직임은 볼 수 없는 반면 초침의 위치가 바뀌는 움직임은 볼 수 있다. 즉, 연속적인 위치를 연속적으로 보는 것이므로 x를 인지하는 것이 y의 인지에 영향을 주는 것이다. 다르게 말하자면 단기 기억에 의해 근접한 이전의 위치에 대한 잔상이 남아서 현재의 인지에 영향을 주는 것이다. 두 다른 위치의 인지된 순서가 그 위치들의 실제 시간적 순서와 꼭 같을 필요는 없지만 적어도 그들을 인지한 것의 인과적 순서와는 같을 것이라고 말한다. 인지된 시간적 순서가 그에 대응하는 시간적 순서를 인식들 안에서 불러일으킬 것이다. 즉, 멜러는 시간적 순서의 사건들이 우리의 뇌에서 시간을 통해 표현되는 것이라고 주장하는 것이다.
드네(D.Dennett)는 시간에서 독립적이지만 내용에는 민감한 모델을 제시했다. 어떤 경우가 그 사건들의 인과적 순서에 알맞은지 뇌가 추측해낸다고 설명한다. 이는 시간을 거꾸로 돌렸을 때 인지된 순서가 인지를 하는 순서와 다르다는 것을 알 수 있다는 것이 이점이다.

### 과거-현재-미래: 시제(Tense)
우리는 이미 과거인 것을 현재로서 인식하게 되는데, 뇌의 신경으로 정보가 전달되는 속도는 제한되어있기 때문에 우리는 항상 과거인 것을 인지하기 마련이다. 그러나 이것 자체만으론 어떤 사건을 현재인 것으로 인지하는 것에 대해 전부 설명할 수 없으며, 그렇다고 우리의 경험 중에 가장 두드러진 단면을 현재의 것이라고 설명할 수도 없다. 우리의 시간적인 경험은, 제한받지 않는 공간적인 경험에 반해 제한을 받고 있다. 우리가 어떠한 사물을 특정한 공간적 관계 내에서 인지하는 것은, 그 당시에 우리 주변에 있는 것들에 의해 영향을 따로 받지 않는다. 그러나 시간적으로는, 우리가 과거인 것을 인지해도 그것을 과거라고 인지하지 않고 현재로 인지한다. 또한, 우리는 미래를 인지하지 못하며, 어떤 일시적인 사건의 정보가 인지되면서 우리의 감각기관에 도달한 후 한참 뒤에까지 계속해서 그것이 인지되지는 않는다. 우리가 미래를 인지하지 못하는 이유는, 인지가 바로 인과적인 과정이기 때문이다. 무언가를 인지한다는 것은 그것에 영향을 받기 때문에 가능한 일인 것이며, 따라서 우리는 이미 일어난 일만 인지할 수 있다. 먼 과거는 우리가 당연히 직접적으로 경험하지 못하기 때문에 먼 과거의 것은 그와 인접하게 일어난 사건들을 통해 우리에게 영향을 줌으로써 인과적으로 인지할 수 있게 된다. 그러나 이것은 적당하지 못한 정의이다. 예를 들어, 우리는 저 멀리 떨어져 있는 한 그루의 나무가 우리 주변에 있는 사물에게 주는 영향을 통해서만 인지될 수 있다(그 나무에 반사된 빛이 우리의 망막에 들어오면서 감각적으로 인지할 수 있다)는 말은 현실주의자들에겐 특히 동의할 수 없는 얘기인데, 그들에 따르면 우리는 여전히 나무 자체를 보는 것이지 그것과 인접한 것들을 보는 것이 아니다. 우리가 이 세계에서 돌아가는 사건들의 인지에 있어서 훌륭한 중개인이 되려면, 현재 어떤 일이 일어나고 있는지 정확히 말할 줄 알아야 한다. 그렇게 하려면 우리가 맞이하는 사건들에 대한 우리의 믿음이 지속적으로 갱신될 수 있어야 하는데, 빛과 소리의 전달 속도가 매우 빠르기 때문에 방금 전에 막 받아들인 정보들도 결국 바로 소멸되면서 이가 가능하다. 또한, 그 사물이 변하더라도 그 속도는 그 사물로부터 오는 정보가 우리에게 전해지는 속도보다는 훨씬 느리기 때문에, 이 세계에서 어떤 일이 일어나고 있는지에 대해 우리가 형성하는 믿음은 매우 정확한 것이다. 대신 주의해서 봐야할 점은, 새로 들어오는 정보들은 의식 속에 계속 기록되고 있기 때문에, 새로운 다른 정보들이 계속해서 들어올 수 있게 그 기록들은 기억 속으로 들어가야 한다는 것이다. 비록 사물들이 빛이나 소리의 속도보다 상대적으로 느리게 변할지라도 그것들이 변한다는 것은 확실하며, 그 변화에 의해 새로 유입되다가 서로 충돌하는 정보들을 동시에 처리하기 어려워진다. 따라서, 우리는 사물이나 사건의 일시적인 상태로부터 오는 정보들을 한번 받아들이고 나서 그 정보의 유입을 지속적으로 진행시키지는 말아야 인지의 효과가 상승한다. 어떠한 것을 현재로서 인지하는 것은 그냥 그것을 인지하는 것 자체이기 때문에, 현재인 것의 경험인 우리의 경험으로부터 다른 정보들을 따로 더 요구할 필요가 없다. 이는 과거인 것의 인지가 있을 수 없으며, 만약 그 인지가 가능하다면 우리는 그 원리로 모든 것을 인지할 수 있다는 말이 된다. 하지만 우리가 그 어떤 것도 과거로 인지하지 않고 질문으로 남겨놓는다고 해도 우리는 평소에 무언가가 끝에 도달함(과거)을 경험한 것에 대해 명료하게 얘기할 수 있다. 여기서 나온 주장이 일화 기억(episodic memories), 즉 과거의 일에 대한 기억이 과거를 느끼는 것과 수반된다는 것이다. 이 주장이 지닌 문제는, 일화 기억은 단순히 어떤 일에 대한 기억이기 때문에 그 사건을 간략하게 나타낼 뿐, 그 사건이 과거라는 사실을 전해주진 못한다. 이에 제시된 다른 대안이 있는데, 이는 기억들이 우리로 하여금 과거 시제의 믿음을 형성하게 하고, 그 믿음이 주는 효과에 의해 기억들은 그 사건을 과거로 나타나게 한다는 것이다.

## 같이 보기
- 시간
- 시간의 화살
- 시간 팽창
- 기시감

## 참고 문헌
- 소광희, 「시간의 철학적 성찰」,문예출판사, 2001
- 들뢰즈(003 누구나 철학 총서), 이룸, 2004
- Neil R. Carlson, 생리심리학(Foundations of Physiological Psychology, 7/E), 박학사, 2008
- Purves, Sadava, Orians, Heller, 생명 생물의 과학(Life The Science of Biology 6th ed.), 교보문고, 2003
- The Experience and Perception of Time from Stanford Encyclopedia of Philosophy“The Experience and Perception of Time”.